# Chelsea Grin (мини-альбом)
Chelsea Grin — первый мини-альбом американской дэткор группы Chelsea Grin. Первоначально альбом был доступен только через iTunes, а позже был выпущен как компакт-диск. Альбом помог сделать группу популярнее и стал их первым релизом на лейбле Statik Factory Records, перед тем как группа на следующий год перешла на лейбл Artery Recordings. Песни «Cheyne Stokes» и «Recreant» были перезаписаны для дебютного полноформатного альбома Desolation of Eden, который вышел в 2010 году.
В январе 2015 года EP был переиздан в формате диджипак и стал доступен в интернет-магазине группы. EP вышел ограниченным тиражом в 1000 копий.

## Список композиций
| №                   | Название               | Длительность |
| ------------------- | ---------------------- | ------------ |
| 1.                  | «Crewcabanger»         | 3:43         |
| 2.                  | «Anathema of the Sick» | 3:31         |
| 3.                  | «Cheyne Stokes»        | 2:36         |
| 4.                  | «Disgrace»             | 2:34         |
| 5.                  | «Lifeless»             | 2:19         |
| Общая длительность: | Общая длительность:    | 14:03        |

| №                   | Название            | Длительность |
| ------------------- | ------------------- | ------------ |
| 6.                  | «Recreant»          | 3:30         |
| Общая длительность: | Общая длительность: | 17:33        |

## Участники записи
- Алекс Кёлер — вокал
- Крис Килборн — ритм-гитара
- Майк Стаффорд — соло-гитара
- Остин Мартикорена — бас-гитара
- Эндрю Карлстон — ударные